# Pont del Tomàs
El Pont del Tomàs és una obra de la Vall de Bianya (Garrotxa) inclosa a l'Inventari del Patrimoni Arquitectònic de Catalunya.

## Descripció
És un pont d'origen medieval situat al camí que unia les terres del pla i que, per la vall de Colldecarrera, menava al Ripollès. Anna Borbonat, en el seu llibre "La Vall del Bac" l'esmenta amb el nom de pont de Llongarriu per la proximitat al mas d'aquest nom. És d'una sola arcada que es recolza a la roca del costat de la riera. Igualment, també hi podem veure els forats deixats per les bastides de fusta.